# Кубански државни универзитет
Кубански државни универзитет (КубДУ) је универзитет у Краснодару, Русија. То је један од највећих и најстаријих универзитета на југу Русије и на Кубању.
Универзитет је основан 1920. године у Краснодару. Њен први ректор био је Никандар Маркс, бивши генерал руске царске армије, историчар и специјалиста у области древне руске палеографије.
1994. године универзитет је признат као једна од водећих високошколских установа у Русији.
2004. и 2005. године универзитет је био рангиран међу 100 најбољих високошколских установа у Русији и награђен је златном медаљом за европски квалитет.
2008. године за ректора универзитета именован је Михаил Астапов, бивши начелник Краснодарског регионалног одељења за образовање.
Кубански државни универзитет обучава стране специјалисте од 1970. године. Њени страни дипломци долазе из преко 120 земаља. Тренутно, универзитет наставља да образује студенте из Азије, Америке, Африке и Европе.